# Феодор Святослав Тертер
Феодор Святослав Тертер (болг. Тодор Светослав; ? — 1322) — болгарський цар у 1300–1322 роках, син царя Георгія Тертера.
Коли правителем Болгарії став Іван Асен III, Георгій Тертер розвівся з матір'ю Феодора Святослава для того, щоб одружитись із Марією, сестрою Івана Асена III. Марія та Феодор були відіслані до Візантії. Після сходження на престол Георгія 1280 року Феодор Святослав продовжував перебувати у Візантії. Лише 1285 року Феодор Святослав був звільнений за допомогою тирновського патріарха Іоакіма III.
Проте вже 1289 року був засланий своїм батьком Георгієм як заручник до Золотої Орди до хана Ногая. Сестра Феодора Святослава вийшла заміж за сина Ногая Чаку. Сам же він одружився з Єфросинією, хрещеницею дружини Ногая, яка сама була незаконнонародженою дочкою Михайла VIII Палеолога.
1298 року брав участь у поході Чаки на Болгарію, де останній став царем, проте 1300 року сам Феодор Святослав організував змову проти Чаки, якого було вбито. Феодор Святослав став царем Болгарії. Його правління принесло мир і стабільність у Болгарії.

## Початок правління
На початку свого правління Феодор Святослав звинуватив свого колишнього рятівника, тирновського патріарха Іоакіма III, який був зв'язаний з царем Смільцем та його дружиною, у державній зраді та стратив його. 1302 року Михайло, син царя Костянтина Тиха, спробував за допомогою візантійської армії вторгнутись до Болгарії, але зазнав невдачі.